# Conquista (Brasil)
Conquista là một đô thị thuộc bang Minas Gerais, Brasil. Đô thị này có diện tích 616,211 km², dân số năm 2007 là 6851 người, mật độ 8,8 người/km².